# خط رقعه

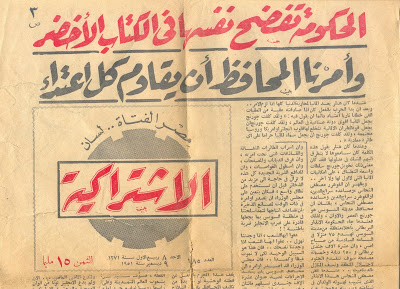
استفاده از خط رقعه در یک روزنامهٔ مصری

خط رُقعه از شیوه‌ها یا قلم‌های بسیار رایج خوشنویسی در کشورهای عربی است. رقعه خطی است بین خط نسخ و دیوانی.

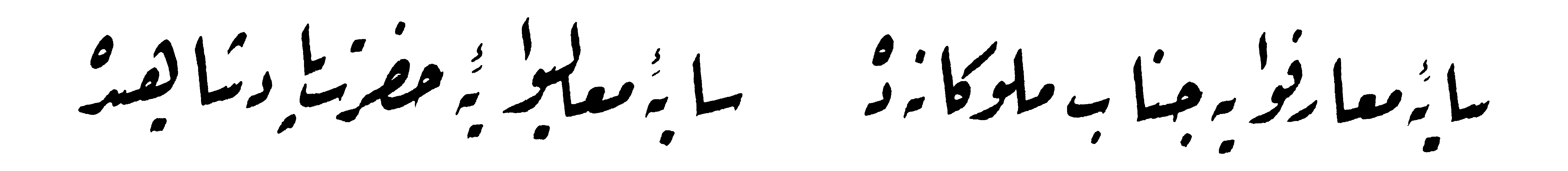
نمونهٔ خط رقعه

سورهٔ قدر به خط رقعه؛ به خط محمدعلی کاتب غروی؛ خطاط ایرانی اهل تبریز

رُقعه به معنی نامه و پاره‌ای از چیزی و همچنین به معنی پیوند زدن و وصله زدن است. خط رقعه آمیخته‌ای است از خط نسخ و دیوانی که در دوران عثمانی گسترش یافت و پس از آن به سایر کشورها رفت. امروزه این خط در کشورهای عربی بسیار کاربرد دارد و جایگاه و مورد استفاده آن به عنوان خط تحریری و تا حدی مانند خط نستعلیق در ایران است.

## پیدایش و کاربرد
تاریخ پیدایش دقیقی برای این خط نمی‌توان گفت ولی آنچه مسلم است پس از خط دیوانی به وجود آمده و برای کوتاه نوشتن کلمه‌های دیوانی بدون حرکت پدید آمده است. در این خط شکل حرف‌ها را ساده و قوس‌ها و چرخش‌ها را کم کرده‌اند تا سرعت نوشتن زیاد شود.
خط رقعه آسانترین شیوه خوشنویسی اسلامی است اگر کسی این خط را به‌خوبی بیاموزد یادگیری خط دیوانی (همایونی) برای او چندان سخت نخواهد بود.
چون خلافت اسلامی به ترکان رسید توجه و عنایت ویژه‌ای به خط پیدا کردند و تلاش آن‌ها به اندازه‌ای بود که چند نوع خط به وجود آوردند مانند: دیوانی، جلی دیوانی، و خط رُقعه بود.
نویسندهٔ کتاب «مصورالخط» می‌گوید: «خط رقعه به شیوه‌های گوناگون دیده می‌شود و شایستهٔ نوشتن قرآن و گفتارهای مقدس نیست. مستندات تاریخی گواهی می‌دهند که از زمان سلطان محمد فاتح (۸۵۵–۸۸۶) این خط پیدا شد. این خط را از جهت ارزش نمی‌توان در کنار خطهایی مانند محقق، ریحان، ثلث، توقیع، رقاع، نسخ، نستعلیق و شکسته نستعلیق قرار داد چون که این اقلام، شان بزرگی دارند.»
در ایران نیز پس از پیروزی انقلاب ۱۳۵۷ خورشیدی، این خط در آثار گرافیکی از جمله پوسترهایی که در رابطه با رویدادهای جهان اسلام تهیه می‌شوند نظیر هفته وحدت به‌کار رفته است.